# Спайдър-Мен до краен предел
„Спайдър-Мен до краен предел“ (на английски: Spider-Man Unlimited) е американски анимационен сериал с участието на един от най-известните супергерои на Марвел Комикс – Спайдър-Мен.

## „Спайдър-Мен до краен предел“ в България
В България сериалът започва излъчване на 16 април 2009 г. по Диема Фемили, всеки делничен ден от 08:40 с повторение от 06:00. От 21 април се излъчва от 08:35. Последният епизод е излъчен на 4 май. На 4 май 2010 г. започва повторно излъчване, всеки делничен ден от 07:30 и завършва на 20 май. Ролите се озвучават от артистите Йорданка Илова, Нина Гавазова, Цветан Ватев, Христо Узунов и Светозар Кокаланов.